# Teatro (álbum)
Teatro es el cuadragesimonoveno álbum de estudio del músico estadounidense Willie Nelson publicado por la compañía discográfica Island Records el 1 de septiembre de 1998.

## Grabación
Las sesiones de grabación de Teatro fueron realizadas en un viejo teatro de Oxnard (California) bajo la producción de Danniel Lanois. El álbum contó con la colaboración de Emmylou Harris, así como Mickey Raphael, corista habitual del grupo de Nelson, y Bobbie Nelson, hermana del cantante, al piano. La mayoría de las canciones son composiciones de Nelson, varias de ellas regrabaciones de algunos temas escritos y grabados originalmente en los años 60: "Darkness on the Face of the Earth" (1961), "My Own Peculiar Way" (1964), "Home Motel" (1962), "I Just Can't Let You Say Goodbye" (1968), "I've Just Destroyed the World (1962) y "Three Days" (1962).
Lanois contribuyó a Teatro con «The Maker», originalmente publicada en su álbum Acadie, y tocó la guitarra eléctrica y el bajo, además de tomar la fotografía de la portada. Mark Howard grabó y mezcló el álbum. Jeffrey Green contribuyó tocando la batería en «The Maker». 

## Lista de canciones
Todas las canciones escritas pot Willie Nelson excepto donde se anota.
1. "Ou Es-Tu, Mon Amour? (Where Are You, My Love?)" (Emile Stehn/Henri LeMarchand) – 2:43
2. "I Never Cared for You" – 2:18
3. "Everywhere I Go" – 3:50
4. "Darkness on the Face of the Earth" – 2:33
5. "My Own Peculiar Way" – 3:37
6. "These Lonely Nights" (Chester Odom) – 3:29
7. "Home Motel" – 3:15
8. "The Maker" (Daniel Lanois) – 5:08
9. "I Just Can't Let You Say Goodbye" – 4:38
10. "I've Just Destroyed the World (I'm Living In)" (Nelson/Ray Price) – 2:52
11. "Somebody Pick Up My Pieces" – 4:39
12. "Three Days" – 3:07
13. "I've Loved You All Over the World" – 4:18
14. "Annie" – 3:51

## Personnel
- Willie Nelson – voz, guitarra acústica y guitarra eléctrica
- Emmylou Harris – coros en todas las canciones excepto en 1, 6, 7 & 14
- Daniel Lanois – bajo y guitarra eléctrica
- Tony Mangurian – batería y percusión
- Victor Indrizzo – batería y percusión
- Bobbie Nelson – piano eléctrico Wurlitzer, órgano
- Brian Griffiths – guitarras, guitarra slide, mandolina
- Mickey Raphael – armónica
- Brad Mehldau – vibráfono, piano
- Malcolm Burn – órgano
- Jeffrey Green – batería, teclados y omnichord
- Cyril Neville  – congas

## Posición en listas
| País           | Lista              | Posición |
| -------------- | ------------------ | -------- |
| Canadá         | RPM Country Albums | 15       |
| Estados Unidos | Top Blue Albums    | 17       |
| Estados Unidos | Billboard 200      | 104      |